# 니시타니 료
니시타니 료(일본어: 西谷 亮, 2004년 1월 10일~)는 일본의 축구 선수이다.

## 구단 경력
그는 2022년 J2리그의 도쿄 베르디에 입단했고, 2년동안 팀에서 뛰었다. 2024년 J3리그의 FC 기후로 이적했다.